# 于赞之
于赞之（？—1928年12月），又名培绪、茂宁，化名伯涛，山东昌邑县饮马镇人。中国共产党早期人物。

## 生平
曾就读于潍县文化中学。1925年秋，在齐鲁大学，经关向应、丁君羊介绍加入中国共产党。1926年春，蒿里山开会，建立了中共泰安支部，隶属中共山东地方执行委员会，马守愚担任书记，于赞之、王仲修、秦少祥任委员。1927年，于赞之在泰莱县主持制订了莱芜暴动，但最终失败。1928年4月底，鲁北县委改组为中共鲁北特委，由李春荣任书记，李宗鲁、于赞之、金谷兰、张干民为委员，参与领导了高唐暴动。之后特委遭到反扑，李采题率领高唐县警备队，在5月4日包围了高唐谷官屯。突围中李春荣阵亡。暴动失败后，于赞之回到昌邑县，继续从事地下工作。1928年12月，在领导昌邑县饮马镇暴动中，于赞之不幸被捕身亡。